# 베른트 슈나이더
베른트 슈나이더(독일어: Bernd Schneider, 1973년 11월 17일 ~ )는 독일의 은퇴한 축구 선수로, 현역 시절 포지션은 윙어였으며, 카를 차이스 예나, 아인트라흐트 프랑크푸르트, 바이어 04 레버쿠젠에서 선수 생활을 하였다. 현재 바이어 04 레버쿠젠의 스카우트로 일하고 있다.

## 클럽 경력
2 분데스리가의 FC 카를 차이스 예나에서 선수 생활을 시작해, 1998년에 1 분데스리가의 아인트라흐트 프랑크푸르트로 이적하였다. 첫 경기에서 데뷔하여 33경기에 출장하였으나, 팀은 강등을 면하고 15위에 머물렀다. 1999년, 바이어 04 레버쿠젠으로 이적하였으며, 주전 자리를 꿰차고, 미하엘 발라크, 옌스 노보트니와 함께 팀의 주축 선수로 활동하면서, 1999-00 시즌과 2001-02 시즌의 분데스리가 준우승, 2001-02 시즌의 UEFA 챔피언스리그 준우승에 공헌하였다. 2003-04 시즌에는 자신의 최다 득점이 된 10골을 기록하였다.

## 국가대표팀 경력
독일 축구 국가대표팀에서는 1999년 FIFA 컨페더레이션스컵에서 첫 국제 무대 데뷔를 장식하였으나, UEFA 유로 2000 선수 명단에는 뽑히지 않았다. 2001년, 루디 푈러의 눈에 띄어, 우크라이나와의 2002년 FIFA 월드컵 유럽 지역 예선 플레이오프에 출장하여 독일 대표팀의 월드컵 본선 진출에 공헌하였다.
그 후 위르겐 클린스만, 요아힘 뢰프 감독 밑에서도 주력 선수로 활약하였으며, UEFA 유로 2004와 독일에서 개최된 2006년 FIFA 월드컵에도 출장하였다. 하지만 UEFA 유로 2008에는 척추 부위의 부상으로 결장하였다. 슈나이더는 이 해를 마지막으로 대표팀에서 은퇴할 때까지 국제 경기 81경기에 출장해 4골을 기록하였으며, 2008-09 시즌에 만성적인 부상으로 은퇴하였다. 은퇴 후에는 바이어 04 레버쿠젠의 스카우트를 맡게 되었다.

## 수상 내역

### 클럽
- UEFA 챔피언스리그: 2001–02 준우승
- 독일 리그: 1999–2000 준우승, 2001–02
- 독일컵: 2001–02 준우승, 2008–09

### 국가대표팀
- FIFA 컨페더레이션스컵: 2005년 3위
- FIFA 월드컵: 2002년 준우승; 2006년 3위